# 구도 기미야스
구도 기미야스(일본어: 工藤 公康, 1963년 5월 5일 ~ )는 일본의 전 프로 야구 선수이자 야구 지도자, 야구 해설가·평론가이다. 아이치현 나고야시 쇼와구(현: 덴파쿠구) 출신이며 현역 시절 포지션은 투수였다.
현역 시절 14차례의 리그 우승, 11차례의 일본 시리즈 우승을 경험했고 세이부, 다이에, 요미우리 등 3개 구단에서 일명 ‘우승 청부사’(優勝請負人)라고 불린다. 또한 일본 시리즈 통산 최다 탈삼진 기록을 보유했다.
2012년부터 2014년까지 3년간 야구 해설자와 평론가로서 활동했고 2015년부터 2021년까지 후쿠오카 소프트뱅크 호크스 감독을 맡았다.

## 인물

### 프로 입단 전
나고야 전기고등학교 시절에는 야마모토 고지와 함께 배터리를 구성했고 1981년 제63회 전국 고등학교 야구 선수권 대회에 출전했다. 이 대회의 2차전 상대인 나가사키니시 고등학교와의 경기에서 역대 18번째이자 19번째(금속 방망이를 채택한 이후 처음)의 노히트 노런을 기록(4대 0)하면서 팀의 4강 진출을 이끌었다. 같은 해 프로 야구 드래프트 회의에서는 구마가이구미로의 취직을 발표하면서 프로 입단을 거부하겠다는 입장을 명확하게 밝혔지만 세이부 라이온스가 6순위로 지명을 강행했고 그 후 구단의 설득을 거쳐 입단했다(당시 언론에서는 ‘6순위로 지명되면서 1살 위인 1순위 지명을 받은 이토 쓰토무보다 고액의 계약금과 연봉’을 보장받은 걸로 추정했다).
세이부에 입단할 당시의 배경에 대해서는 구단 관리부장인 네모토 리쿠오가 주도했던 지명으로 입단에 큰 공을 세운 것으로 알려지자, 일반적으로 ‘네모토 매직’, ‘야구계의 책사’ 등으로 불렸던 사건 가운데 하나라고 오랫동안 회자됐다. 구도 자신도 그렇게 생각하곤 있었지만 2012년에 슈칸 분슌에서 구도가 2011년 당시 히로오카 다쓰로에게서 들은 이야기에 의하면 네모토는 구도의 입단에 반대하는 입장에서 적극적으로 입단시키려 했던 사람은 당시 세이부 감독이었던 히로오카였다고 한다.

### 세이부 시절
입단 1년차인 1982년부터 감독인 히로오카 다쓰로에게서 ‘꼬맹이’라고 불릴 정도의 귀여움을 받으며 중간 계투로 기용됐다. 그 해에는 27경기에 등판하여 1승 1패, 평균 자책점 3.41의 좋은 성적을 남겼는데 히로오카에게서는 엄격한 지도를 받으면서 큰 영향을 받았다. 같은 해 퍼시픽 리그 플레이오프에 등판하여 2차전에서는 에나쓰 유타카와의 투수전 끝에 승리 투수가 됐다. 참고로 퍼시픽 리그 전·후기제 시절의 플레이오프는 이 때가 마지막이었다. 1983년에는 중간 계투의 주축으로서 기용됐지만 2경기에 선발로 등판했고 평균 자책점도 3점 대를 기록하여 이 해에도 호투하는 활약을 보였다. 입단 3년차인 1984년에는 9경기 등판에만 그쳤고 히로오카의 명을 받아 미국의 싱글A 팀으로 유학을 갔다. 미국에서 메이저 리그의 야구를 관전했던 것이 전환기가 됐고 이후엔 귀국하여 미야타 유키노리의 지도를 받고 팀의 주력 투수로 성장했다.
1985년부터는 본격적으로 선발로 전향했는데 이 해에는 8승 3패를 기록했는데도 자신의 첫 타이틀이 되는 최우수 평균 자책점을 획득했다. 이듬해 1986년에는 프로 입문 후 처음이자 두 자릿수 승리가 되는 11승을 올렸고 완투 수도 10회를 기록했다. 히로시마 도요 카프와 맞대결을 펼친 일본 시리즈에서는 세이부가 1차전에서 무승부를 기록한 후 내리 3연패를 당했는데 5차전에서는 연장 12회, 투수인 구도가 타석에 들어서며 끝내기 안타를 기록했다. 그 후 세이부는 3연패를 당한 뒤 4연승을 기록하여 일본 시리즈 정상에 올랐고 1승 2세이브를 기록한 자신도 일본 시리즈 MVP에 선정되는 영예를 안았다.
1987년에는 시즌 15승을 올린 것 외에도 시즌 최다인 23차례의 완투를 기록해 통산 두 번째가 되는 최우수 평균 자책점, 그리고 최고 승률과 베스트 나인 타이틀도 나란히 선정됐다. 하지만 그해 MVP는 팀의 우승 경쟁에 들어간 후반기에 9승 1패로 활약한 히가시오 오사무가 선출됐다. 그럼에도 그 해의 일본 시리즈에서는 요미우리 자이언츠를 상대로 한 차례의 완봉을 포함한 2승 1세이브의 성적으로 전년도에 이어 2년 연속 MVP를 수상, 명실공히 퍼시픽 리그를 대표하는 좌완 투수가 됐다.
1988년에는 개막전에서 완봉승을 따냈지만 제구력 난조로 인해 부진이 계속되자, 6월에 2군으로 내려갔다. 1군 복귀 후에는 컨디션을 되찾으면서 10승 10패 1세이브를 남겼지만, 11차례의 완투를 기록하면서 3년 연속 두 자릿수 완투를 기록했다. 1989년에는 컨디션 난조와 제구력이 무너지면서 4승(2선발) 8패 2세이브라는 부진한 성적을 남겼고 중간 계투로서 등판하기도 했는데 최종적인 등판 수는 33차례였다. 1990년에는 부상에 의한 전력 이탈이 있었지만 9승을 올렸다. 그러나 1984년 이래가 되는 투구 이닝이 100이닝 미만으로 시즌을 마쳤다.
1991년에는 개인 최고 성적인 16승(15선발승)(본인의 최다 선발승 타이)을 올리면서 부활을 이뤘고 동시에 최고 승률 타이틀을 획득했다. 이듬해인 1992년에도 11승을 올리는 등 팀의 리그 우승과 일본 시리즈 우승에 큰 기여를 했고 1993년에는 15승 3패의 시즌 성적과 최우수 평균 자책점, 최고 승률, 베스트 나인 등을 수상했고 본인으로서는 처음이 되는 퍼시픽 리그 MVP에 선정되는 영예를 안았다. 1993년 시즌 종료 후 그 해에 처음으로 도입된 FA 권리를 취득했지만 세이부에 잔류했다.
1994년에는 시즌 11승을 올리면서 4년 연속 두 자릿수 승리를 기록했지만 그해 가을에 있은 재계약 협상에서 지금까지 노후화 되고 있던 연습 설비와 시설 개선을 해달라고 계속 호소했지만 구단측으로부터 뚜렷한 대답이 돌아오지 않아서 FA권을 행사했다. 결국 네모토가 구단 사장, 오 사다하루가 감독으로 취임한 후쿠오카 다이에 호크스에 이적했는데 세이부의 황금 시대를 이끌었던 아키야마 고지와 다시 팀메이트가 되면서 팀의 재건을 맡게 됐다.

### 다이에 시절
1995년, 이적 후 첫 등판은 친정팀 세이부와의 개막전 선발 등판했는데 이 경기는 난타전을 벌이면서 구도 자신도 4이닝 8실점을 내줬지만 경기는 다이에가 승리하면서 패전은 면했다. 6월에는 한 달 정도의 부상 이탈은 있었지만 시즌 성적은 12승 5패, 평균 자책점 3.64로 세이부 시절과 다르지 않는 안정감을 보였는데도 불구하고 자신으로서는 처음이자 팀이 B클래스(4위 ~ 6위)로 떨어지는 수모를 겪어야만 했다. 이듬해 1996년에는 29경기에 선발 등판해 9차례의 완투와 8승을 올렸는데도 15패라는 성적을 남기며 부진했지만 시즌 최다인 178개의 탈삼진을 기록하여 자신으로서는 처음으로 최다 탈삼진 타이틀을 차지했다. 1997년에는 2년 만에 두 자릿수 승리가 되는 11승을 올렸다.
1998년에는 부상으로 인한 전력 이탈이 있어서 시즌 성적은 7승에 그쳤지만 팀은 다이에가 구단을 인수한 이후 처음이 되는 A클래스(1위 ~ 3위) 진입에 성공하여 오릭스 블루웨이브와 공동으로 3위를 차지했다(당시 다이에와 오릭스의 시즌 승률은 5할). 구도 자신도 세이부 시절이던 1994년 이후 4년 만에 A클래스를 경험했다.
이듬해 1999년에는 구도가 에이스로서 11승을 올리는 등 통산 네 번째가 되는 최우수 평균 자책점과 통산 두 번째인 최다 탈삼진 타이틀을 연거푸 획득했다. 다이에가 후쿠오카로 연고지를 이전한 이후 첫 리그 제패에 큰 공헌을 하여 시즌 MVP에 선정됐다. 주니치와 맞붙은 일본 시리즈에서는 1차전에 선발 등판해 일본 시리즈 신기록이 되는 13개의 삼진을 빼앗아 완봉승을 거둔 이 경기에서 자신의 일본 시리즈 통산 탈삼진수를 86으로 늘렸고, 이나오 가즈히사가 갖고 있던 기록(84개)을 넘어섰다. 주니치의 호시노 센이치 감독은 “적을 칭찬하는 것은 싫지만, 구도는 우리 팀을 0점으로 막아냈기 때문에 굉장한 투수다”라고 분한 감정을 드러내며 말했다. 구도 자신은 훗날 자신의 저서에서 이 경기의 투구를 “생애 최고의 경기였다”라고 평가하며 삼진을 빼앗은 것과 땅볼을 치게 하는 것도 자신이 생각했던 대로였다고 밝혔다. ‘주니치가 압도적으로 유리하다’라는 하마평 속에서 구도의 완봉승으로 기세를 탄 다이에는 4승 1패의 성적으로 일본 시리즈 정상에 올랐고 구도 자신도 일본 시리즈 우수 선수로 선정됐다.
시즌 종료 후 FA를 선언해 한때는 주니치 드래곤스나 메이저 리그 이적에 얽메였다는 언론 보도가 있었지만 최종적으로 요미우리 자이언츠에 이적이 결정됐는데 4년 계약을 포기하고 단년 계약을 맺었다. FA에 대해서는 “(다이에에서)좀더 있고 싶었다”라고도 말했다.
2008년에 슈칸 베이스볼과의 인터뷰에서 오클랜드 애슬레틱스로부터 오퍼가 있었던 사실을 밝혔다. 결과적으로 일본을 택한 것은 같이 상담했던 노모 히데오에게서 조언을 받은 것 때문이라고 한다.
이적을 앞두고 후쿠오카에서는 구도의 잔류를 바라는 팬들이 서명 활동을 주도했고 17만 3,000명이 넘는 서명이 모였다. 구도는 이적 후, 서명에 참가한 팬 전원에게 주소와 이름을 친필로 적어 감사의 편지를 보냈다. 이 감사의 편지를 보내는 데는 약 7년이 걸렸다고 한다.

### 요미우리 시절
이적 1년차인 2000년에는 ‘우승 청부사’로서 투수진을 끌어들이며 시즌 초반부터 순조롭게 승리를 이어가는 등의 활약으로 전반기에서만 10승을 올리는 활약을 보였다. 그러나 시즌 종반에 오른쪽 장딴지 부상으로 한동안 전력에서 이탈했지만 12승을 거두면서 요미우리의 리그 우승에 기여하여 최우수 투수에 선정됐다. 일본 시리즈에서는 부상에도 불구하고 1차전에 선발 등판해 전년도까지 활약했던 친정팀 다이에를 누르고 팀은 일본 시리즈 정상에 올랐고 구도 자신으로서는 2년 연속 일본 시리즈 우승을 경험했다. 하지만 이듬해 2001년에는 왼쪽 어깨 부상으로 고전하면서 5경기 등판에만 그쳤다.
2002년에는 9승을 남기면서 팀의 리그 우승과 일본 시리즈 우승에 기여했다. 친정팀 세이부와 맞대결을 펼친 일본 시리즈에서는 3차전에 선발로 나오면서 첫회에 알렉스 카브레라에게 선제 적시타를 맞았지만 3회 이후에는 무안타로 막아내면서 8이닝 동안 2실점 8탈삼진의 호투를 보였다. 팀은 그대로 이기면서 자신도 승리 투수가 됐고 자신이 가진 일본 시리즈에서의 탈삼진 일본 신기록을 102까지 늘렸다. 2003년에는 부상으로 전력에서 이탈한 적도 있어 7승 6패와 평균 자책점 4.23의 성적으로 끝났다.
2004년 8월 17일, 야쿠르트 스왈로스전에서 2실점 완투 승리를 거두며 개인 통산 200승(당시 194선발승)을 달성(통산 200선발승은 2005년 5월 19일 소프트뱅크 호크스전 4실점 완투승으로 기록)했다. 일본 프로 야구 역대 23번째이자, 41세 3개월에서의 200승은 당시로서는 사상 최고령 기록이다. 또한 이 경기에서 프로 첫 홈런을 기록했는데 41세 나이에 프로 생활 23년 만에 첫 홈런을 때린 것 또한 일본 프로 야구 사상 최고령 기록이다. 단지 타자로서는 2000년부터 2002년까지 84타석 연속 무안타라는 센트럴 리그 기록을 남겼다(일본 기록은 사가 겐시로의 90타석). 자신의 저서에서 “예전 일본 시리즈에서 생긴 이미지가 있는 탓인지, 요미우리로 이적했을 때 ‘배팅도 기대하겠어’라는 얘기를 들었으나 중간부터 ‘배팅은 이제 됐으니 번트만 확실하게 쳐달라’라는 말을 듣게 됐다”라고 밝혔다. 그 해에는 평균 자책점이 4점 대이면서도 4년 만의 두 자릿수 승리를 거두었다.
2005년 5월 19일, 후쿠오카 소프트뱅크 호크스전에서 센트럴 리그 최고령 완투승리 기록(당시)을 경신했고 같은 해 8월 26일 한신 타이거스전에서는 최고령 두 자릿수 승리 기록(당시)을 경신했다. 훗날 최고령 200승을 비롯해 모두 야마모토 마사가 기록을 경신했다. 이 해에는 팀이 개막 이후부터 침체를 겪었고 구원 투수진 역시 부진을 보였다. 선발진에서는 베테랑 구와타 마스미는 이 해에 단 한 번도 승리를 올리지 못했고 에이스인 우에하라 고지는 컨디션에 기복을 보였으며 다카하시 히사노리도 과거 2년 만큼 부진을 겪진 않았으나 기복이 극심할 정도의 침체를 겪었다. 우에하라와 다카하시 히사노리는 규정 투구 이닝을 채웠지만 두 자릿수 승리를 거두지 못했다. 이 해에 구도는 11승을 올렸지만 규정 투구 이닝에는 도달하지 못했고 팀 투수진 가운데 규정 투구 이닝을 채웠음에도 두 자릿수 승리를 거둔 투수는 없었다.
이듬해 2006년에는 시즌 전반기에 3승을 올렸고 7월에는 오노 유타카를 뛰어넘으며 프로 야구 사상 최초로 43세 2개월 이상의 현역 좌완 투수가 됐다. 하지만 6 ~ 7월 두 경기에서 총 20실점을 기록했고 더 나아가 어깨 통증도 발병하여 1군 등록이 말소됐다. 최종적으로 3승 2패, 평균 자책점 4.50의 성적으로 시즌을 마쳤다. 12월에 있은 재계약 협상에서 한도폭을 넘는 연봉 삭감 제시를 받고 보류했는데 해를 넘겨서 전지훈련지인 미국으로 출국했다. 오프에는 요미우리의 젊은 유망주 3명(아이다 유시, 야마구치 데쓰야, 기무라 쇼타)을 애리조나 자율 훈련에 대동시켜 프로로서의 사생활이나 트레이닝의 중요함을 처음부터 지도해나가며 재능을 향상시켰다. 이 자율 훈련 기간 중에 가도쿠라 겐이 FA로 이적했던 것에 따른 인적 보상으로 요코하마 베이스타스 이적이 결정됐다.

### 요코하마 시절

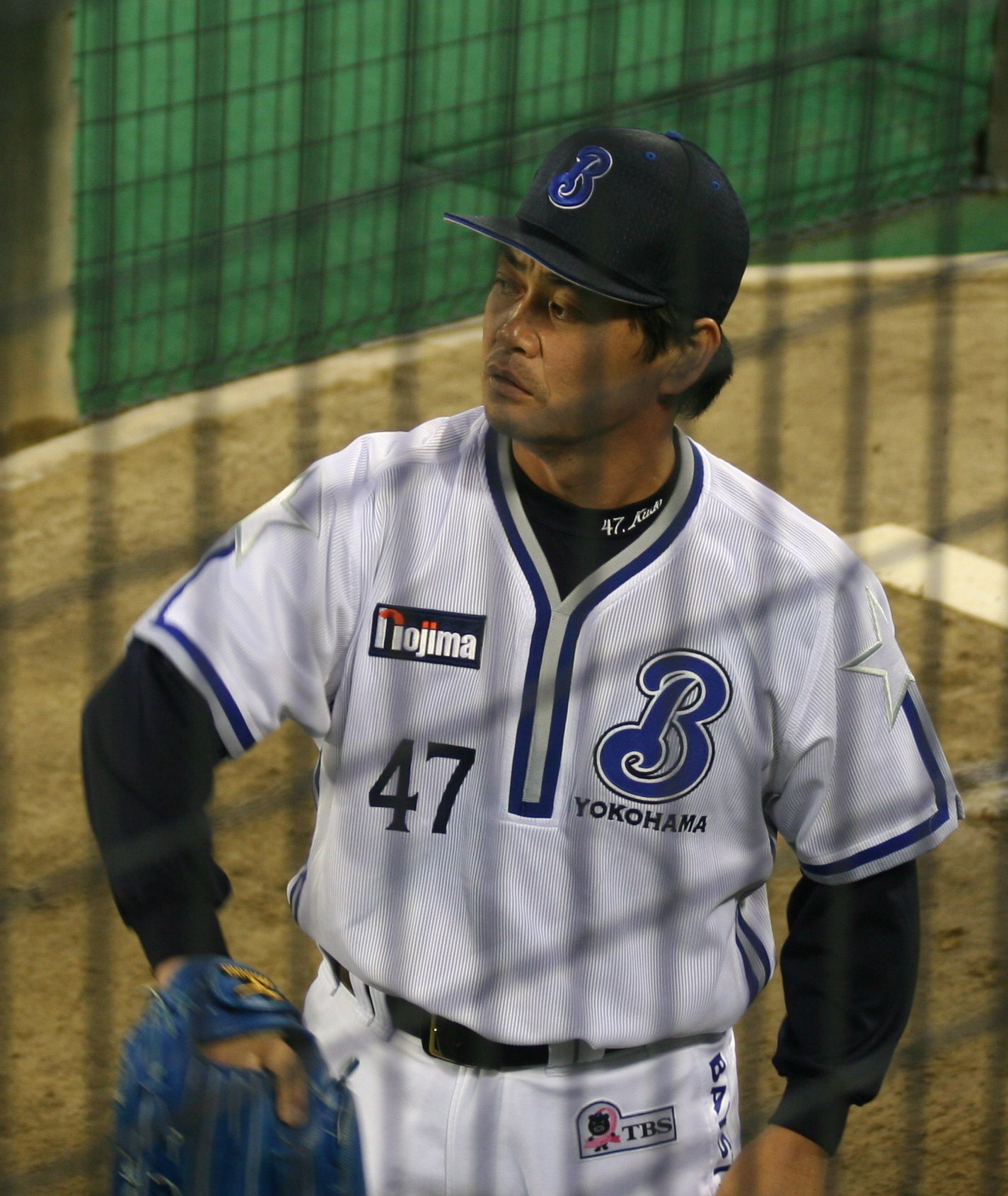
요코하마 시절(2009년)

2007년 1월 7일, 요코하마로부터 FA로 요미우리에 이적한 가도쿠라 겐의 인적 보상 보호 범위 28인에 들어가지 못한 것으로 판명된 것과 또한 거기에 대한 요코하마는 215승을 기록한 좌완 투수의 경험을 평가하여 획득 후보 가운데 한 사람으로서 생각하고 있는 것 등이 언론에서 이를 앞다퉈 보도했다. 또한 요미우리 프런트측은 원래 비밀리에 진행될 예정이었던 협상이 언론에서 먼저 보도된 것에 대해 ‘유감의 뜻’을 표명했다. 그리고 이틀 뒤인 1월 9일에 요코하마의 이적이 최종 결정됐다. 자신이 FA 이적을 하면서 동시에 FA의 인적 보상이 된 것은 2006년의 에토 아키라에 이은 두 번째 사례이며 2000년에 에토는 구도와 똑같이 요미우리에 FA로 입단했다. 요코하마에 이적한 후에도 등번호는 47번으로 정해졌다.
언론에서는 트레이드 당시 구도와 함께 요코하마로 이적한 니시 도시히사와 함께 요미우리와의 ‘인연의 대결’로 기대를 모았으나 1월 11일에 방송된 보도 스테이션과의 인터뷰에서 “내가 프런트였다면 43세의 선수를 보호 범위에는 넣지 않았을 것이다”라고 말하여 자신이 소속된 구단의 팀 사정에 이해한다는 모습을 보였으며, “날 원한다고 해준 구단이 있다는 사실에 감사하고 있다”라고 말했다. 요코하마 구단에는 “밝은 이미지를 가진 구단이다. 단순히 공을 던지는 것 이상의 팀을 공헌하고 싶다”라는 각오를 밝혔고 “훈련지에서 크룬을 만났다”며 팀 동료들에 대한 메시지를 보냈다. 2007년 1월 19일에 가진 입단 기자회견에서 “하마(ハマ)의 뭐라고 불리고 싶으냐”라는 TBS 아나운서인 아오키 유코의 질문에 대해 “그러면 하마의 아저씨가 좋겠다”라며 장난기 가득한 어조로 대답했다. 연봉은 전년도 2억 9,000만 엔에서 2억 엔이 삭감된 9,000만 엔(여기에 최고 5,000만 엔의 성과급)으로 프로 야구 사상 최대 감봉액(당시)이 됐다(금액은 추정치).
2007년 4월 1일, 요미우리전에 등판하여 1군에서의 실제로 뛴 통산 경력이 26년에 달하면서 노무라 가쓰야가 세운 프로 야구 최장 기록에 어깨를 나란히 했다. 그러나 시즌 개막 초에는 불안정한 투구가 눈에 띄면서 3연패를 당하는 등 스스로 2군행을 지원하여 조정에 들어갔고 5월 11일 히로시마전에서 9회에 구원 등판하여 1군에 복귀했다. 구원으로 등판한 것은 9년 만의 일이다. 5월 23일 세이부전에 선발 등판하여 승리 투수가 됐는데 요네다 데쓰야가 수립한 22년 연속 승리 기록을 경신하고 23년 연속 승리를 달성했다. 또, 44세 넘은 선수가 승리 투수가 된 것은 역대 두 번째 기록이다.
2007년 7월 12일 주니치전에서 6회말에 나카타 겐이치로부터 중전 안타를 날려 44세 2개월의 나이로 센트럴 리그 최고령 안타 기록을 수립했다. 더 나아가 9월 26일 한신전에서 5회말에 하시모토 겐타로로부터 좌전 안타를 날리는 활약을 보이며 44세 4개월에 자신의 기록을 경신했다. 7월 24일 요미우리전에 선발 등판하여 승리 투수가 되면서 사상 최초로 긴테쓰를 비롯한 전체 13개 구단으로부터 승리를 거둔 투수가 됐다. 개막 당초에는 실투를 하는 등의 부진으로 2군에 내려가는 수모를 겪었지만 1군에 복귀한 이후에는 안정된 투구를 계속 보여줬다. 시즌 종료 후에 있은 재계약 협상에서 2,000만 엔이 상승한 연봉 1억 1,000만 엔으로 재계약을 맺었다.
이듬해 2008년 4월 1일 야쿠르트전에 선발 등판하여 프로 통산 27년이 됐는데 노무라의 프로 통산 26년을 경신하여 역대 단독 1위가 됐지만 팔꿈치 통증으로 인해 이 한 경기만으로 2군에 내려갔다. 9월 9일 닛폰햄 - 쇼난(가마가야) 16차전에 선발로 나와 5이닝을 던져 이스턴 리그 최고령 승리 투수가 됐다. 하지만 1군에서는 단 1승도 거두지 못했고 1984년 이래 24년 만에 1군에서의 단 한 번도 승리 투수가 되지 못한 채로 시즌을 마쳤다. 같은 해 재계약 협상에서 야구 협약에 정해져 있던 감액 제한을 넘어선 약 55%나 감소된 연봉 5,000만 엔 플러스 실적에 따른 지급으로 갱신했다.
2009년에는 대명사가 된 등번호 47번을 착용했던 햇수가 26년에 달하면서 프로 야구 신기록이 됐다. 4월 8일에 친정팀인 요미우리전에 선발 등판하여 자신이 갖고 있던 프로 통산 기록을 28년으로 경신했다. 이 경기에서는 8실점을 내주며 패전 투수가 되면서 그 후 2군에서의 조정을 거친 뒤 팀의 방침에 따라 구원 투수로 전향했다. 구도가 본격적으로 구원 투수가 된 것은 1989년 이래 20년 만이었다. 5월 5일 요미우리전에서 자신의 첫 홀드를 기록했다.
같은 해 5월 25일 도호쿠 라쿠텐 골든이글스전에서는 팀의 4번째 투수로서 9회초에 등판하여 무실점으로 호투했고 팀이 역전 끝내기 승리에 의해 자신이 갖고 있던 44세 4개월에서의 센트럴 리그 최고령 승리 기록을 46세 20일로 경신했다. 이 승리로 통산 223승(217선발승으로 통산 선발승 9위)이 되면서 무라야마 미노루를 넘는 단독 13위가 됐다. 또 40세 이후 37승째가 되면서 36승으로 어깨를 나란히 했던 와카바야시 다다시(당시 다이마이 오리온스 소속)를 넘는 단독 1위가 됐다. 7월 1일 야쿠르트전에서 1대 2로 뒤지고 있던 6회초 2사부터 등판하여 타자 1명을 불과 4개로 막아냈고 그 후 팀이 역전하면서 9대 5로 승리했기 때문에 통산 224승째를 올렸다. 이 경기는 지방에 소재하고 있는 야마나시 고세 구장에서 열렸기 때문에 팬서비스도 겸해서 등판한 것이었지만 결과적으로 이것이 프로 생활에 있어서의 마지막 승리가 됐다. 9월 15일, 팀의 미래를 위해서 젊은 선수들의 기용을 도모했던 구단 본부로부터 전력외 통보와 자유 계약이 되는 취지의 통보를 받았다. 현역에서 계속 뛰겠다는 의사를 나타내면서 친정팀인 세이부가 영입 의사를 나타냈다.

### 세이부로 복귀
2009년 11월 14일, 구도는 “가족 회의 결과, 세이부에서 신세를 지는 일로 결정했다”고 밝히면서 16년 만에 친정팀 세이부로 복귀하게 됐다. 프로 데뷔 이래 거의 해마다 착용했던 등번호 47번은 주축 좌완 투수였던 호아시 가즈유키가 착용했다. 호아시는 “(등번호 47번은)원래 구도 선배의 번호였다. 구도 선배가 원한다면 기꺼이 돌려 드리겠다”라는 의향을 내비쳤지만 구도 본인이 “젊은 선수한테 그런 신경을 쓰게 하고 싶진 않다”라고 말해 이를 고사했다. 11월 16일에 등번호는 ‘55’번으로 정했다.
이듬해 2010년 7월 18일, 전반기 종료 직전에 복귀 후 처음으로 1군에 등록됐다. 7월 20일 소프트뱅크전(야후 돔)에서 7회말에 선발 노가미 료마의 뒤를 이어 팀의 두 번째 투수로 등판, 자신이 가진 프로 통산 기록을 29년으로 경신했다. 하지만 그 이후에는 10경기에서 0승 2패, 평균 자책점 10.50의 성적을 남겼고 8월 25일 지바 롯데 마린스전에서 동점인 상황에 등판 기회를 얻었으나 역전타를 허용하여 28일에 1군 등록이 말소됐다. 9월 27일에 구단으로부터 전력외 통보를 받고 10월 1일에 퇴단했다.

### 세이부 퇴단 후·은퇴 표명
세이부에서 퇴단한 이후에도 현역으로 계속 뛰고 싶다는 뜻을 표명했으나 이듬해 2011년 시즌에는 구도를 영입하겠다고 나서는 구단이 없어서 트레이닝을 계속하면서 메이저 리그 도전도 염두에 두고 1년간 무적선수 신분으로 있었다. 현역 속행을 향한 트레이닝에 전념하는 한편으로 분카 방송의 게스트 해설자도 맡았다. 이 무렵에 부친상을 당했는데 장례식에 얼굴을 내밀지 못할 정도로 바빴다고 한다.
같은 해 7월, 가을에 메이저 리그 트라이아웃에 참가하겠다는 의지를 보였지만 후술대로 어깨 부상이 낫지 않은 탓에 트라이아웃 참가는 무산됐다.
2011년 11월 22일 스포츠 호치의 취재에 응했는데 견관절에 염증이 일어나는 등 어깨 상태가 나아지지 않는다고 언급하면서 본인 입에서 은퇴를 시사하는 발언을 했다. 최종적인 거취 판단은 가족들과 의논한 다음 그때 결정하겠다고 밝혔다. 그 후, 요코하마 베이스타스를 매수한 DeNA측으로부터 감독을 맡아달라는 요청을 받았으나 12월 5일에 협상이 합의에 도달하지 못한 채 결렬된 것으로 알려졌다. 12월 9일, 자신의 블로그를 통해 어깨 부상이 회복되지 않아서 현역에서 은퇴하기로 결심했다는 입장을 밝혔다. 구도가 은퇴한 후에는 주니치의 야마모토 마사가 일본 프로 야구의 최고령 선수가 됐다(만 50세 나이인 2015년 시즌 끝으로 은퇴). 1988년 시즌 끝으로 매각된 한큐 브레이브스·난카이 호크스로부터 승리한 경험이 있는 마지막 현역 선수이기도 했다.
2012년 4월 7일, 세이부 돔에서 열린 세이부 - 소프트뱅크전의 경기에 앞서 구도에 의한 시구식과 은퇴식이 거행돼 구도와 함께 세이부이 황금기를 이끌었던 세이부의 와타나베 히사노부 감독(당시)이 포수를 맡았고 소프트뱅크의 감독 아키야마 고지가 타석에 들어섰다. 구도가 던진 완만한 커브를 원바운드로 쳐냈는데 “마운드에서 던진 공이 닿지 않기는 처음”이라고 말했다.

### 그 후
2012년부터는 닛칸 스포츠 평론가, 분카 방송 《라이온스 나이터》의 해설자로서 활동했다. TV 아사히의 《보도 스테이션》에도 홋카이도 닛폰햄 파이터스의 감독으로 취임한 구리야마 히데키의 후임으로 프로 야구 담당 캐스터로서 정기적으로 출연했다.
또, 2011년까지 구리야마가 맡았던 아사히 방송 《열투! 고교 야구 네비게이터》를 맡았는데 전국 고등학교 야구 선수권 대회의 예선·본선 대회 기간 중에는 프로 야구의 해설·평론 활동과 병행하면서 아사히 방송이 제작하는 대회 관련 프로그램(《속보! 고시엔으로의 길》, 《열투 고시엔》 등)으로 사회나 취재를 담당했다.
2013년 7월 19일, 자신의 블로그를 통해 쓰쿠바 대학 대학원에 합격한 사실을 밝혔고 이듬해 2014년 4월, 동 대학원 인간종합과학연구과에 니시 도시히사, 요시이 마사토와 함께 입학했다.

### 소프트뱅크 감독 시절

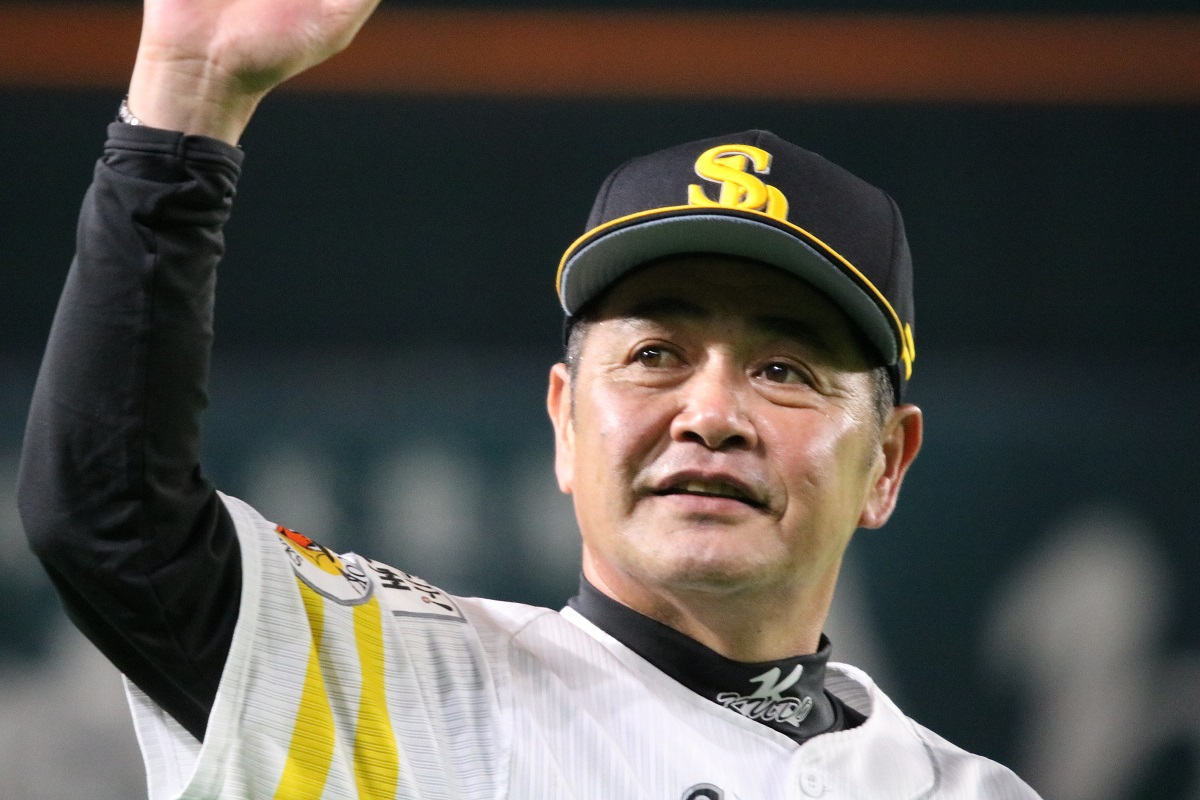
2017년 11월 4일, 일본 시리즈 6차전에서 우승이 결정된 직후의 모습(후쿠오카 야후오쿠! 돔에서)

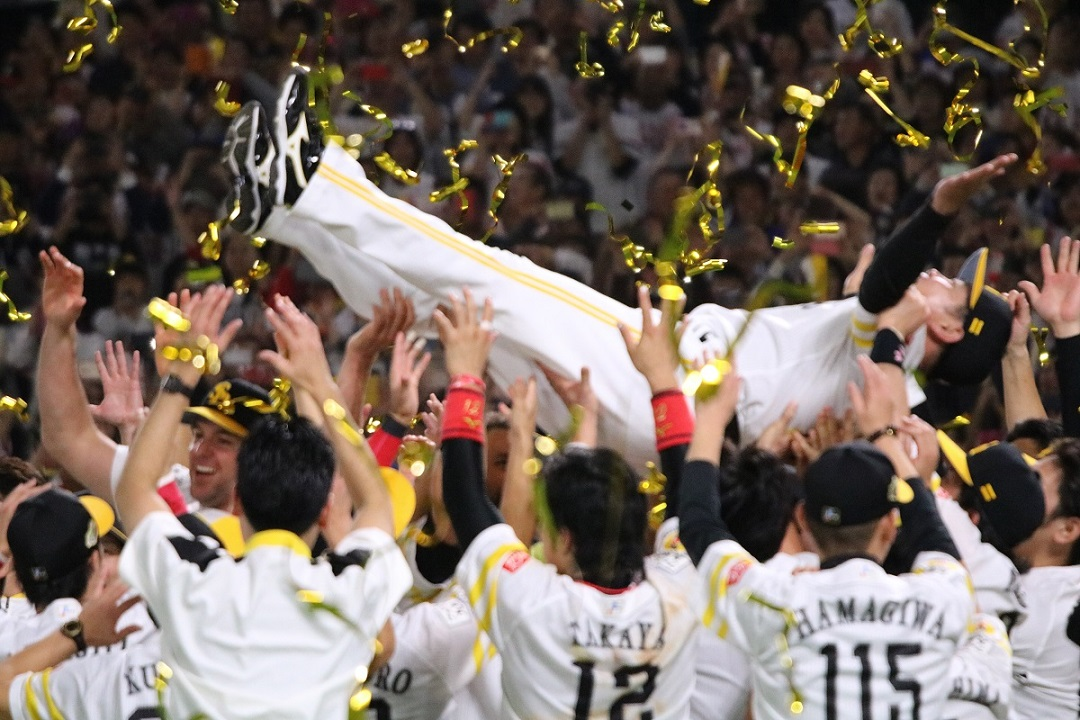
일본 시리즈 우승 직후 헹가레를 받고 있는 모습(2017년 11월 4일)

2014년 11월 1일, 세이부와 다이에의 선배이기도 한 전임 감독인 아키야마 고지가 용퇴했고 아키야마의 후임으로 후쿠오카 소프트뱅크 호크스 감독으로 취임하는 것이 결정되면서 오 사다하루 구단 회장이 동석한 취임 기자회견을 가졌다. 투수 출신의 호크스 감독은 스기우라 다다시 이래 26년 만이다. 또한 감독 취임에 맞춰 구도의 등번호는 당초 오 사다하루가 다이에·소프트뱅크 감독 재임 시절에 착용했던 ‘89’번을 붙인다는 언론 보도가 있었지만 전임 감독인 아키야마가 착용했던 ‘81’번을 이어받게 됐다.

#### 2015년 ~ 2016년
2015년 정규 시즌에서는 특히 교류전에서 12승 6패, 선두 닛폰햄과 반 경기차이로 2위가 됐지만 6월 16일 한신 - 닛폰햄전에서 닛폰햄이 패하여 소프트뱅크의 교류전 승률 1위가 확정됐다. 팀 타율 2할 8푼 7리, 팀 홈런 23개, 90득점은 모두 12개 구단 가운데 1위였다. 후쿠오카로 연고지를 이전한 이후 가장 빠른 매직 넘버 38이 되면서 9월 6일 라쿠텐전에서 5대 3으로 승리해 3위 이내의 성적이 확정됨에 따라 양대 리그에서 가장 먼저 클라이맥스 시리즈 진출이 확정됐다. 9월 17일, 홈구장인 후쿠오카 야후오크! 돔에서 열린 세이부전에서 승리해 퍼시픽 리그 사상 최단 기간에 리그 우승을 결정하여 취임 1년차 감독으로서의 리그 우승을 이끌었다. 클라이맥스 시리즈 파이널 스테이지에서는 퍼스트 스테이지 승리 팀인 지바 롯데와 맞붙었는데 3연승을 기록하여 어드밴티지 1승을 포함해서 4승 무패의 성적으로 일본 시리즈에 진출했다. 도쿄 야쿠르트 스왈로스와 맞붙은 일본 시리즈에서 10월 29일에 열린 5차전에서는 5대 0 상황에서 마지막 정규 이닝인 9회에 마무리 투수 데니스 사파테가 막아내면서 취임 1년차에 정규 시즌, 클라이맥스 시리즈, 일본 시리즈 3개 부문에서의 완전 우승을 달성하는 쾌거를 이뤄냈다.
이듬해 2016년 1월 18일, 야구 명예의 전당에 헌액됐다. 그 해에는 최대 11경기 반차이로 역전되면서 결국엔 2위에 그쳤다. 야수 종합 순회 코치에 세키카와 고이치를 기용했지만 경기 중 작전면과 불펜과의 연계, 또한 선수의 1군 승격과 2군으로 내려가는 등에서 시행 착오를 되풀이하는 등 세키카와는 그 해에 해임됐다.

#### 2017년 ~ 2018년
2017년에는 참모 역할에 다쓰카와 미쓰오를 수석 코치로 초빙한 후 모리 히로유키를 작전 겸 배터리 코치로 발탁하는 등 코치진을 강화했다. 2위인 세이부에게 13경기 반차이로 따돌리며 리그 우승을 차지했고 클라이맥스 시리즈에서는 라쿠텐에게 4승 2패, 일본 시리즈에서는 DeNA를 4승 2패로 누르고 일본 시리즈 정상에 올랐다.

## 선수로서
3개 구단에서 리그 우승과 일본 시리즈 우승을 경험했기에 이를 계기로 ‘우승 청부사’라고 불렸다.
현역 시절에 영양가가 높은 식사를 하거나 녹즙을 마시는 등 컨디션 관리에 신경을 쓰는 것으로 유명하지만 그렇게 하게 된 이유는 부인 마사코와 결혼한 이후에 시작한 것이다. 그 이전에는 매일 새벽까지 술을 마시고 숙취에 절어 등판하는 등 불규칙한 생활을 반복하고 있었다. 그것이 누적되면서 1988년 시즌 도중에 극심한 부진에 시달렸고 이듬해 1989년에는 간기능 장애가 일어났다. 의사로부터 “불규칙한 생활 습관이 계속되면 선수 생명을 단축시킬 수도 있다”라고 전해들을 정도의 상태가 심각했고 1989년 시즌에는 몇 번이고 2군에 내려가는 일이 반복되자, 4승 8패와 평균 자책점 4.96이라는 저조한 성적을 남겨 전력외 통보까지 각오했다고 한다. 같은 해 시즌 종료 후 부인 마사코와 결혼할 때 프로포즈는 ‘(야구를 그만두고)산에 틀어박혀서 살자’였지만 부인이 “남편이 다시 한 번 야구를 할 수 있는 몸을 갖추고 야구로 기쁨을 느끼는 모습을 보고 싶다”며 은퇴를 고심하고 있던 구도를 설득해 부부가 이인삼각으로 체질개선에 나섰다고 한다. 구도는 그 후 1년 간의 재활 훈련을 거쳐 부활했고 이후 컨디션 관리에 세심한 신경을 쓰게 됐다.
1987년 일본 시리즈에서 요미우리에게 승리하기 직전 1루를 지키고 있던 기요하라가 울음을 터뜨린 것은 많이 알려진 에피소드였지만 이 경기에 선발 등판하여 9회까지 투구를 했던 사람은 구도였다. 구도는 기요하라를 보면서 ‘타자는 좌타자였던 시노즈카인데, 기요하라는 눈물 때문에 공이 잘 보이질 않아 인코스를 끌어당겨 타구가 1루로 향하게 되면 위험하다’고 판단해서 1루수에게 타구가 날아오지 못하도록 하여 아웃코스로 승부하는 것을 택했다. 시노즈카를 바깥쪽의 슬라이더를 던지며 중견수 플라이로 잡고 헹가래 투수가 됐다. 이에 대해 구도를 형처럼 따랐던 기요하라는 본인의 저서에서 “울보인 동생에게 어디까지나 상냥한 성격을 가진 형이었다”, “경기가 종료되는 순간, 구도와 서로 부둥켜 안으면서 마음껏 울었다”라고 감사를 표하는 내용을 적었지만 구도 자신은 경기 후에 가진 인터뷰에서 “(앞으로 남은 아웃카운트가 원 아웃이면 헹가래 투수였기에)승리의 포즈를 어떻게 취해야할지 마운드 위에서 고민하고 있었는데 기요하라가 우는 바람에 그걸 생각할 겨를이 없었다”라고 대답하면서도 “그 눈물은 정말로 아름다웠다”라고 말했다.
다이에에서는 투수진의 일원으로서 활약함과 동시에 다케다 가즈히로와 함께 조지마 겐지를 일본을 대표하는 포수로 키워냈다. 특히 리드면에 관해서는 경기 도중 벤치 앞에서 조지마에게 리드한 의도에 대해 캐묻는 모습이 여러번 있었고 안타를 맞을 것을 알면서도 조지마의 사인대로 왜 맞게 됐는지를 마운드에서 말하게 했을 정도로 철저했다고 한다. 이에 대해 구도는 “경기 도중이 가장 좋다. 경기가 끝난 후에 그 공은 이랬다 저랬다고 말해도 이미 늦어버리니까”라고 말하면서 구도의 이러한 체계적인 지도로 조지마를 키워냈다. 조지마 자신도 경기 후에 구도가 묵고 있는 호텔방까지 찾아가, 그날 볼배합에 대해 가르쳐달라고 요청하는 등 탐욕적인 향상심을 보였는데 그러한 덕택으로 조지마는 팀의 주전 포수로 정착하게 됐다. 1999년 시즌 개막 당시, 구도는 조지마에게 “올 한 해는 네가 내는 사인에 고개를 젓지 않을 테니까 자신감을 갖고 사인을 보내달라”고 말했다. 그해 다이에는 구단 첫 리그 우승과 일본 시리즈 정상에 올랐고 일본 시리즈 우승이 확정된 후 마운드에서 구도는 감격에 겨워 눈물을 흘린 조지마와 포옹했다. 구도·조지마 배터리는 시즌 종료 후에 최우수 배터리상을 수상했다.
요미우리 이적 1년째인 2000년에는 ‘우승 청부사’로서 투수진을 이끌며 시즌 초반부터 순조롭게 승점을 올려나갔고, 전반기에서만 10승을 거두는 활약을 보였다. 7월 14일 야쿠르트와의 경기에서 6회까지 무볼넷 피안타 1개로 잘 막아내다가 7회에 들어가면서 원 아웃 주자 1, 2루 상황의 위기를 맞았는데 상대 타자 로베르토 페타지니와 후루타 아쓰야가 보인 미세한 시선의 움직임과 배팅의 궤도, 앞선 타석까지의 결과 등을 바탕으로 몸쪽에 노릴 것임을 간파하고 바깥쪽으로 나즈막하게 날아가는 스트레이트 3구로 승부를 걸어 3구 삼진으로 잡아냈다. 당시 감독이었던 나가시마 시게오는 이 피칭에 감동하여 다음 경기도 있고 하니 이번 이닝에서 교체해 달라고 요청한 구도에게 “어이. 구도, 다음 경기는 됐으니 이 경기만큼 끝까지 던져 달라. 이렇게 멋진 피칭을 보여줬는데, 여기서 자네를 내려오게 할 순 없다. 팬분들에게도 미안한 일이다”라고 눈을 빛내면서 설득했다. 나가시마의 기개에 감명을 받은 구도는 9회까지 던져서 1대 0으로 완봉승을 거두었고 나가시마 감독으로서는 이 경기를 ‘2000년 페넌트레이스의 베스트 경기’라고 극찬했다.
프로에 입문한 후에는 노히트 노런을 달성한 적은 없었다. 아깝게 놓친 경기로 1986년 7월 13일과 1999년 9월 11일 모두 긴테쓰와의 경기에서 전자는 9회 1사까지, 후자는 8회까지 노히트 노런으로 막아냈지만 두 경기 모두 스즈키 다카히사에게서 안타를 맞았다.

## 에피소드
1980년대 당시 야구 선수들의 일반적인 옷차림은 조금 큰 소매의 골프 셔츠, 조끼, 좁은 바지, 에나멜 구두, 헤어스타일은 네모나게 짧은 머리, 펀치파마가 당연했지만 구도는 DC브랜드, 청바지, 스니커를 맵시있게 신었고 히어로 인터뷰에서 미소를 짓거나 우승이 결정됐을 때 헹가래를 치는 것에 참여하지 않고 카메라를 향해서 장난치는 등의 퍼포먼스를 종종 보여주었다. 그 때문인지 선배들에게서 호된 비판을 받는 일도 있었지만 1986년 신어·유행어 대상에서는 그 해의 유행어인 ‘신인류’(新人類)를 대표해 기요하라 가즈히로, 와타나베 히사노부와 함께 선정되면서 야구계에 새로운 바람을 불러일으킨 선구자로 급부상했다. 또 와타나베와는 이듬해 1987년 춘계 스프링 캠프 무렵에 TV 아사히 《뉴스 스테이션》에서 ‘구도짱 나베짱의 캠프 프라이데이’(クドちゃんナベちゃんのキャンプフライデー)라는 코너를 맡았던 적도 있다.
요미우리 자이언츠 구단 공식 홈페이지에 ‘나의 야구학원’(僕の野球塾)이라는 소년 야구 지도 코너를 오랜 세월에 걸쳐 게재된 적이 있어서 미래의 야구 선수를 꿈꾸는 청소년들에게 ‘올바른 트레이닝’의 중요성을 전했다. 전국의 야구 소년으로부터 질문이 쇄도할 정도의 인기 코너로 급부상하자, 데이터로 축적된 양이 방대해졌다. 구도는 2006년에 같은 타이틀의 서적을 고단샤로부터 간행했다. 이적 후에도 요코하마 구단 홈페이지에 데이터·권리가 인계됐다.
어린이들에게 꿈을 심어주는 활동 프로그램인 ‘꿈의 과외 수업’의 발기인으로서 2000년부터 전국의 초등학교를 방문하고 있다. 매년 시즌 종료 후에 신궁의 실내 구기장에서 하고 있는 자선 키즈 야구 스쿨도 2009년까지 15차례나 개최됐다(주최는 21세기 클럽).

### 인간 관계
요코하마 시절의 팀 동료였던 가토 고스케는 구도의 모습을 보면서 많이 공부하고 요코하마에서 방출된 이후 한신으로 이적했을 때 그 활약의 원동력이 됐다고 말했다. 구도 자신도 《보도 스테이션》 2013년 7월 12일 방송분에서 가토의 분투하는 모습을 극찬하는 발언을 했다.

## 상세 정보

### 출신 학교
- 나고야 전기 고등학교

### 선수 경력
- 세이부 라이온스(1982년 ~ 1994년)
- 후쿠오카 다이에 호크스(1995년 ~ 1999년)
- 요미우리 자이언츠(2000년 ~ 2006년)
- 요코하마 베이스타스(2007년 ~ 2009년)
- 사이타마 세이부 라이온스(2010년)

### 지도자·기타 경력
지도자
- 후쿠오카 소프트뱅크 호크스 감독(2015년 ~ )

해설자
- 닛칸 스포츠·분카 방송 야구 해설자(2012년 ~ 2014년)

### 수상·타이틀 경력

#### 타이틀
- 최우수 평균 자책점 : 4회(1985년, 1987년, 1993년, 1999년)
- 최고 승률 : 3회(1987년, 1991년, 1993년)
- 최다 탈삼진 : 2회(1996년, 1999년)

#### 수상
- MVP : 2회(1993년, 1999년)
- 최우수 투수 : 1회(2000년)
- 베스트 나인 : 3회(1987년, 1993년, 2000년)
- 골든 글러브상 : 3회(1994년, 1995년, 2000년) ※투수로서는 가장 유일하게 양대 리그에서 수상
- 월간 MVP : 1회(1991년 4월)
- JA 전농 Go·Go상 : 1회(최다 탈삼진상 : 2002년 5월)
- 일본 시리즈 MVP : 2회(1986년, 1987년) ※2년 연속 수상은 나가시마 시게오, 호리우치 쓰네오에 이은 역대 3번째
- 일본 시리즈 우수 선수상 : 2회(1991년, 1999년)
- 최우수 배터리상 : 2회
  - 1991년 : 이토 쓰토무
  - 1999년 : 조지마 겐지
- 쇼리키 마쓰타로상 : 4회(1987년, 2015년, 2018년, 2019년) ※현역 선수·감독에서의 양쪽 모두 수상은 오 사다하루, 아키야마 고지 다음으로 역대 3번째
- IBM 플레이어오브더이어상 : 1회(1999년)
- 퍼시픽 리그 최우수 감독상 : 1회(2015년)
- 일본 야구 명예의 전당 헌액자(2016년)
- 야나세 자이언츠 MVP상 : 1회(2004년)
- 신어·유행어 대상 유행어 부문 금상(1986년, ‘신인류’) ※기요하라 가즈히로, 와타나베 히사노부와 공동 수상
- 빅 스포츠상 슈퍼 베이스볼상(2011년[53])

### 주요 기록

#### 첫 기록
투수 기록
- 첫 등판 : 1982년 4월 10일, 대 한큐 브레이브스 전기 1차전(세이부 라이온스 구장), 6회초 2사에 2번째 투수로서 구원 등판, 1/3이닝 무실점
- 첫 탈삼진 : 상동, 6회초에 웨인 케이지로부터
- 첫 승리 : 1982년 8월 31일, 대 닛폰햄 파이터스 후기 9차전(세이부 라이온스 구장), 5회초 2사에 2번째 투수로서 구원 등판, 3과 1/3이닝 무실점
- 첫 선발 : 1983년 8월 4일, 대 난카이 호크스 16차전(세이부 라이온스 구장), 3과 1/3이닝 2실점
- 첫 선발 승리·첫 완투 승리 : 1985년 7월 9일, 대 난카이 호크스 12차전(오사카 구장), 9이닝 2실점
- 첫 완봉 승리 : 1986년 6월 18일, 대 난카이 호크스 11차전(세이부 라이온스 구장)
- 첫 세이브 : 1988년 6월 5일, 대 한큐 브레이브스 11차전(세이부 라이온스 구장), 9회초에 4번째 투수로서 구원 등판·마무리, 1이닝 무실점
- 첫 홀드 : 2009년 5월 5일, 대 요미우리 자이언츠 4차전(도쿄 돔), 7회말에 2번째 투수로서 구원 등판, 1이닝 무실점

타격 기록
- 첫 안타·첫 타점 : 2000년 4월 11일, 대 한신 타이거스 1차전(한신 고시엔 구장), 6회초에 후지카와 규지로부터 좌전 적시타
- 첫 홈런 : 2004년 8월 17일, 대 야쿠르트 스왈로스 20차전(도쿄 돔), 7회말에 제이슨 베벌린으로부터 우월 결승 2점 홈런

#### 기록 달성 경력
- 통산 1000투구 이닝 : 1991년 6월 1일, 대 롯데 오리온스 8차전(미야기 구장) ※역대 241번째
- 통산 1000탈삼진 : 1992년 8월 6일, 대 긴테쓰 버펄로스 17차전(후지이데라 구장), 2회말에 앨빈 데이비스로부터 ※역대 85번째
- 통산 100승 : 1993년 9월 4일, 대 후쿠오카 다이에 호크스 21차전(세이부 라이온스 구장), 9이닝 1실점 완투 승리 ※역대 109번째
- 통산 100선발승: 1994년 7월 17일, 대 후쿠오카 다이에 호크스 16차전(후쿠오카 돔), 9이닝 완봉승
- 통산 1500투구 이닝 : 1994년 7월 17일, 대 후쿠오카 다이에 호크스 16차전(후쿠오카 돔) ※역대 138번째
- 통산 1500탈삼진 : 1996년 6월 29일, 대 긴테쓰 버펄로스 14차전(후쿠오카 돔), 5회초에 미즈구치 에이지로부터 ※역대 39번째
- 통산 2000투구 이닝 : 1997년 6월 10일, 대 지바 롯데 마린스 10차전(후쿠이 현영 구장) ※역대 75번째
- 통산 150승 : 1998년 9월 9일, 대 지바 롯데 마린스 23차전(지바 마린 스타디움), 선발 등판으로 7과 1/3이닝 4실점(3자책점) ※역대 43번째
- 통산 150선발승: 1999년 6월 8일, 대 닛폰햄 파이터스 10차전(후쿠오카 돔), 선발 등판으로 8이닝 선발승
- 통산 2000탈삼진 : 1999년 9월 23일, 대 오릭스 블루웨이브 25차전(그린 스타디움 고베), 1회말에 후지이 야스오로부터 ※역대 16번째
- 통산 2500투구 이닝 : 2000년 8월 17일, 대 한신 타이거스 22차전(도쿄 돔) ※역대 41번째
- 통산 500경기 등판 : 2004년 4월 21일, 대 요코하마 베이스타스 2차전(도쿄 돔), 선발 등판으로 4와1/3이닝 7실점(3자책점) ※역대 73번째
- 통산 2500탈삼진 : 2004년 6월 4일, 대 야쿠르트 스왈로스 9차전(메이지 진구 야구장), 5회말에 빌리 마틴으로부터 ※역대 8번째
- 통산 200승 : 2004년 8월 17일, 대 야쿠르트 스왈로스 20차전(도쿄 돔), 9이닝 2실점 완투 승리 ※역대 23번째
- 통산 3000투구 이닝 : 2005년 5월 12일, 대 오릭스 버펄로스 3차전(도쿄 돔) ※역대 25번째
- 통산 200선발승 : 2005년 5월 19일, 대 소프트뱅크 호크스 인터리그 경기(야후 돔), 9이닝 4실점 완투승
- 통산 600경기 등판 : 2009년 7월 9일, 대 요미우리 자이언츠 12차전(도쿄 돔), 8회말 1사에 3번째 투수로서 구원 등판·마무리, 2/3이닝 무실점 ※역대 34번째

#### 정규 시즌
- 현역 통산 29년(역대 1위)
- 연령별 최다승(42세에 11승, 44세에 7승)
- 40세 이후 두 자릿수 탈삼진 경기수
- 23년 연속 승리(역대 1위 타이)

#### 일본 시리즈
- 출장 횟수 : 14회(시리즈 타이 기록)
- 통산 탈삼진 : 102(시리즈 기록)
- 한 경기 탈삼진 : 13(1999년 1차전) ※일본 시리즈 기록
- 이닝 3자 3구 삼진(1994년 2차전 3회) ※일본 시리즈 사상 최초
- 양대 리그 승리 투수(역대 3번째)
  - 퍼시픽 리그(8승) : 세이부에서 7승, 다이에에서 1승,
  - 센트럴 리그(1승) : 요미우리에서 1승

#### 기타
- 한 이닝 4탈삼진 : 1996년 8월 2일, 대 지바 롯데 마린스 17차전(후쿠오카 돔), 7회초 ※NPB 역대 3번째
- 최고령 홀드 : 46세 4개월 - 2009년 9월 20일, 대 주니치 드래건스 23차전(나고야 돔), 8회말 1사에 3번째 투수로서 구원 등판, 2/3이닝 무실점
- 올스타전 출장 : 10회(1986년, 1987년, 1991년, 1993년, 1995년, 1997년, 1999년, 2000년, 2004년, 2005년)

### 등번호
- 47(1982년 ~ 1994년, 1997년 ~ 2009년)
- 21(1995년 ~ 1996년)
- 55(2010년)
- 81(2015년 ~ 2021년)

21번을 착용한 다이에 시절의 1995년과 1996년 이외에는 2009년까지 47번을 계속 짊어져왔기에 47번은 구도, 또는 좌완 투수의 대명사라고 할 수 있는 등번호가 됐다. 2010년에는 등번호를 55번으로 했다.
1995년 다이에 이적 당시 세이부 시절과 같은 등번호 47번을 희망했지만 1994년 시즌 도중부터 케빈 라이머에게 주어졌었기 때문에 어쩔 수 없이 21번을 착용했다. 그 후 1995년 시즌 종료 후 라이머가 방출됐지만 1996년에는 스콧 라이디가 47번을 이어받았기 때문에 이적 3년째인 1997년에 그토록 바라던 47번이 주어졌다. 21번은 세이부 시절의 선배이자 프로 선수의 마음가짐을 가르쳐 준 히가시오 오사무의 현역 시절과 같은 등번호로, 세이부 소속 당시의 팀 동료이기도 한 와타나베 히사노부가 1998년에 야쿠르트에 이적했을 때도 구도와 마찬가지로 등번호 21번을 착용했다.
21을 착용했던 2년간은 상당한 위화감을 가질 정도의 기억하고 있었다고 하며 1999년 시즌 종료 후 요미우리에 이적할 때도 47번을 희망했다. 당시 47번을 달고 있던 오노 히토시는 13번으로 변경했다. 요코하마에 이적할 때도 등번호 47번을 착용했고 전년도까지 47을 달고 있던 쓰쓰미우치 다케시는 36번으로 변경했다.
등번호 47번이 좌완 투수에게 부여된 사례로서 다이에는 구도의 퇴단 후에 입단한 좌완 스기우치 도시야에게 구도의 등번호인 47번을 주었지만 두 사람에겐 좌완이라는 것 외에 하계 고시엔 대회에서 노히트 노런을 기록하면서도 우승을 경험하지 못했다는 점과 커브가 주무기인 점, 격년마다 컨디션이 무너지는 경향이 있다는 등의 공통점이 있었다. 또한 입단 당시 스기우치는 구도를 존경하고 있으며 자신의 롤모델로 삼고 있는 선수라고 말했다. 더 나아가 스기우치는 2012년에 요미우리로 이적했을 때에 등번호 18번을 배정받았다(47번을 착용하고 있었던 선수는 좌완 투수 야마구치 데쓰야였다). 세이부에서 후배에 해당되는 좌완 호아시 가즈유키는 2001년에 입단한 이래 몇 차례나 47번을 변경해달라고 요구한 끝에 2006년이 돼서야 47번을 착용하게 됐다. 그 후 호아시는 2009년 시즌 종료 후에 구도가 세이부에 복귀한다는 결정을 내렸을 때 등번호 47번을 구도에게 돌려줄 의향을 보였지만 구도는 이를 고사하면서 55번을 선택했다. 참고로 호아시는 2012년에 소프트뱅크로 이적하면서 등번호를 11번으로 정했지만, 2013년부터 2015년까지 등번호 47번을 착용했다.
2009년 11월 16일에 사이타마 세이부 라이온스 입단 기자회견을 가졌을 때 등번호 55번을 택한 이유로서 다이에 시절의 팀 동료이자 현역으로 활약 중이던 2000년에 31세의 젊은 나이로 사망한 후지이 마사오가 생전에 착용했던 등번호 15를 의식하여 “후지이의 등번호 가운데 5번이 들어있었기에 좋다고 생각한다. 그의 못다 이룬 몫만큼 야구를 계속해나가자고 마음속으로 다짐했다”고 말했다. 또 “아이들로부터 ‘기세좋게 고고’라고 들었으며, 자신의 생일도 5월 5일”이라고 말하는 등 등번호 55번에 대한 의미를 표현했다.

### 연도별 투수 성적
| 연 도       | 소 속       | 등 판 | 선 발 | 완 투 | 완 봉 | 무 4 구 | 승 리 | 패 전 | 세 이 브 | 홀 드 | 승 률 | 타 자 | 이 닝  | 피 안 타 | 피 홈 런 | 볼 넷 | 고 4 | 몸 맞 | 탈 삼 진 | 폭 투 | 보 크 | 실 점 | 자 책 점 | 평 자 책 | W H I P |
| ----------- | ----------- | ----- | ----- | ----- | ----- | ------- | ----- | ----- | -------- | ----- | ----- | ----- | ------ | -------- | -------- | ----- | ---- | ----- | -------- | ----- | ----- | ----- | -------- | -------- | ------- |
| 1982년      | 세이부      | 27    | 0     | 0     | 0     | 0       | 1     | 1     | 0        | --    | .500  | 122   | 28.2   | 22       | 0        | 21    | 2    | 1     | 29       | 1     | 0     | 11    | 11       | 3.41     | 1.50    |
| 1983년      | 세이부      | 23    | 2     | 0     | 0     | 0       | 2     | 0     | 0        | --    | 1.000 | 138   | 33.1   | 30       | 6        | 13    | 0    | 0     | 24       | 0     | 0     | 13    | 12       | 3.24     | 1.29    |
| 1984년      | 세이부      | 9     | 0     | 0     | 0     | 0       | 0     | 1     | 0        | --    | .000  | 53    | 12.1   | 10       | 1        | 10    | 0    | 1     | 8        | 0     | 0     | 4     | 4        | 2.92     | 1.62    |
| 1985년      | 세이부      | 34    | 14    | 8     | 0     | 1       | 8     | 3     | 0        | --    | .727  | 554   | 137.0  | 84       | 13       | 73    | 2    | 2     | 104      | 1     | 1     | 44    | 42       | 2.76     | 1.15    |
| 1986년      | 세이부      | 22    | 20    | 10    | 2     | 1       | 11    | 5     | 0        | --    | .688  | 586   | 145.1  | 111      | 22       | 56    | 3    | 1     | 138      | 1     | 0     | 53    | 52       | 3.22     | 1.15    |
| 1987년      | 세이부      | 27    | 26    | 23    | 2     | 2       | 15    | 4     | 0        | --    | .789  | 899   | 223.2  | 181      | 18       | 64    | 4    | 2     | 175      | 2     | 0     | 65    | 60       | 2.41     | 1.10    |
| 1988년      | 세이부      | 24    | 20    | 11    | 2     | 0       | 10    | 10    | 1        | --    | .500  | 694   | 159.0  | 164      | 18       | 70    | 6    | 1     | 94       | 4     | 0     | 77    | 67       | 3.79     | 1.47    |
| 1989년      | 세이부      | 33    | 17    | 4     | 0     | 0       | 4     | 8     | 2        | --    | .333  | 540   | 118.0  | 126      | 12       | 76    | 4    | 2     | 94       | 9     | 0     | 70    | 65       | 4.96     | 1.71    |
| 1990년      | 세이부      | 13    | 13    | 4     | 1     | 0       | 9     | 2     | 0        | --    | .818  | 359   | 85.2   | 58       | 11       | 46    | 1    | 2     | 89       | 4     | 0     | 33    | 32       | 3.36     | 1.21    |
| 1991년      | 세이부      | 25    | 23    | 10    | 4     | 1       | 16    | 3     | 0        | --    | .842  | 705   | 175.1  | 124      | 17       | 75    | 1    | 0     | 151      | 4     | 0     | 55    | 55       | 2.82     | 1.13    |
| 1992년      | 세이부      | 25    | 24    | 6     | 3     | 0       | 11    | 5     | 0        | --    | .688  | 645   | 150.2  | 140      | 17       | 69    | 3    | 3     | 133      | 4     | 0     | 60    | 59       | 3.52     | 1.39    |
| 1993년      | 세이부      | 24    | 23    | 4     | 0     | 0       | 15    | 3     | 0        | --    | .833  | 697   | 170.0  | 129      | 10       | 65    | 4    | 2     | 130      | 5     | 0     | 46    | 39       | 2.06     | 1.14    |
| 1994년      | 세이부      | 24    | 22    | 4     | 1     | 1       | 11    | 7     | 0        | --    | .611  | 554   | 130.2  | 120      | 12       | 44    | 0    | 3     | 124      | 2     | 1     | 54    | 50       | 3.44     | 1.26    |
| 1995년      | 다이에      | 22    | 22    | 6     | 1     | 1       | 12    | 5     | 0        | --    | .706  | 652   | 163.0  | 137      | 15       | 48    | 0    | 0     | 138      | 4     | 0     | 69    | 66       | 3.64     | 1.13    |
| 1996년      | 다이에      | 29    | 29    | 9     | 1     | 0       | 8     | 15    | 0        | --    | .348  | 867   | 202.2  | 207      | 17       | 70    | 2    | 1     | 178      | 6     | 0     | 94    | 79       | 3.51     | 1.37    |
| 1997년      | 다이에      | 27    | 27    | 0     | 0     | 0       | 11    | 6     | 0        | --    | .647  | 670   | 161.1  | 153      | 14       | 48    | 2    | 3     | 146      | 2     | 0     | 61    | 60       | 3.35     | 1.25    |
| 1998년      | 다이에      | 15    | 14    | 1     | 0     | 1       | 7     | 4     | 0        | --    | .636  | 386   | 93.2   | 90       | 8        | 28    | 1    | 2     | 65       | 0     | 1     | 35    | 32       | 3.07     | 1.26    |
| 1999년      | 다이에      | 26    | 26    | 7     | 3     | 2       | 11    | 7     | 0        | --    | .611  | 754   | 196.1  | 143      | 12       | 34    | 1    | 1     | 196      | 6     | 1     | 56    | 52       | 2.38     | 0.90    |
| 2000년      | 요미우리    | 21    | 21    | 1     | 1     | 1       | 12    | 5     | 0        | --    | .706  | 545   | 136.0  | 127      | 14       | 16    | 0    | 1     | 148      | 5     | 0     | 53    | 47       | 3.11     | 1.05    |
| 2001년      | 요미우리    | 5     | 5     | 0     | 0     | 0       | 1     | 3     | 0        | --    | .250  | 103   | 21.1   | 35       | 3        | 7     | 1    | 0     | 8        | 2     | 0     | 21    | 20       | 8.44     | 1.97    |
| 2002년      | 요미우리    | 24    | 24    | 1     | 1     | 0       | 9     | 8     | 0        | --    | .529  | 681   | 170.1  | 157      | 21       | 26    | 3    | 2     | 151      | 5     | 0     | 61    | 55       | 2.91     | 1.07    |
| 2003년      | 요미우리    | 18    | 18    | 4     | 2     | 1       | 7     | 6     | 0        | --    | .538  | 483   | 117.0  | 117      | 15       | 22    | 2    | 3     | 115      | 1     | 0     | 56    | 55       | 4.23     | 1.19    |
| 2004년      | 요미우리    | 23    | 23    | 2     | 0     | 0       | 10    | 7     | 0        | --    | .588  | 596   | 138.2  | 160      | 27       | 33    | 1    | 1     | 128      | 3     | 0     | 78    | 72       | 4.67     | 1.39    |
| 2005년      | 요미우리    | 24    | 24    | 1     | 0     | 0       | 11    | 9     | 0        | 0     | .550  | 595   | 136.0  | 159      | 26       | 44    | 3    | 1     | 130      | 4     | 0     | 73    | 71       | 4.70     | 1.49    |
| 2006년      | 요미우리    | 13    | 13    | 0     | 0     | 0       | 3     | 2     | 0        | 0     | .600  | 295   | 70.0   | 69       | 12       | 19    | 0    | 3     | 52       | 0     | 0     | 41    | 35       | 4.50     | 1.26    |
| 2007년      | 요코하마    | 19    | 18    | 0     | 0     | 0       | 7     | 6     | 0        | 0     | .538  | 442   | 103.2  | 118      | 6        | 28    | 1    | 4     | 73       | 2     | 0     | 46    | 45       | 3.91     | 1.41    |
| 2008년      | 요코하마    | 3     | 3     | 0     | 0     | 0       | 0     | 2     | 0        | 0     | .000  | 70    | 13.2   | 21       | 3        | 5     | 0    | 1     | 7        | 2     | 0     | 13    | 8        | 5.27     | 1.90    |
| 2009년      | 요코하마    | 46    | 1     | 0     | 0     | 0       | 2     | 3     | 0        | 10    | .400  | 172   | 37.1   | 53       | 11       | 14    | 1    | 0     | 24       | 2     | 1     | 30    | 27       | 6.51     | 1.79    |
| 2010년      | 세이부      | 10    | 0     | 0     | 0     | 0       | 0     | 2     | 0        | 0     | .000  | 33    | 6.0    | 11       | 1        | 4     | 0    | 0     | 7        | 0     | 0     | 7     | 7        | 10.50    | 2.50    |
| 통산 : 29년 | 통산 : 29년 | 635   | 472   | 116   | 24    | 12      | 224   | 142   | 3        | 10    | .612  | 13890 | 3336.2 | 3056     | 362      | 1128  | 48   | 67    | 2859     | 81    | 5     | 1379  | 1279     | 3.45     | 1.25    |

- 굵은 글씨는 시즌 최고 성적, 붉은색 글씨는 일본 프로 야구 역대 최고 성적.
- 통산 2,852탈삼진은 역대 탈삼진수 7위, 통산 224승은 역대 13위 타이 기록 수립.

### 감독으로서의 팀 성적

#### 정규 시즌
| 연도       | 소속       | 순위       | 경기 | 승리 | 패전 | 무승부 | 승률 | 승차                     | 팀 홈런                  | 팀 타율                  | 팀 평균자책점            | 연령                     |
| ---------- | ---------- | ---------- | ---- | ---- | ---- | ------ | ---- | ------------------------ | ------------------------ | ------------------------ | ------------------------ | ------------------------ |
| 2015년     | 소프트뱅크 | 1위        | 143  | 90   | 49   | 4      | .647 | -                        | 141                      | .267                     | 3.16                     | 52세                     |
| 2016년     | 소프트뱅크 | 2위        | 143  | 83   | 54   | 6      | .606 | 2.5                      | 114                      | .261                     | 3.09                     | 53세                     |
| 2017년     | 소프트뱅크 | 1위        | 143  | 94   | 49   | 0      | .657 | -                        | 164                      | .259                     | 3.22                     | 54세                     |
| 2018년     | 소프트뱅크 | 2위        | 143  | 82   | 60   | 1      | .577 | 6.5                      | 202                      | .266                     | 3.90                     | 55세                     |
| 2019년     | 소프트뱅크 | 2위        | 143  | 76   | 62   | 5      | .551 | 2.0                      | 183                      | .251                     | 3.63                     | 56세                     |
| 2020년     | 소프트뱅크 | 1위        | 120  | 73   | 42   | 5      | .635 | -                        | 126                      | .249                     | 2.92                     | 57세                     |
| 2021년     | 소프트뱅크 | 4위        | 143  | 60   | 62   | 21     | .492 | 8.5                      | 132                      | .247                     | 3.25                     | 58세                     |
| 통산 : 7년 | 통산 : 7년 | 통산 : 7년 | 978  | 558  | 378  | 42     | .596 | A클래스 6회, B클래스 1회 | A클래스 6회, B클래스 1회 | A클래스 6회, B클래스 1회 | A클래스 6회, B클래스 1회 | A클래스 6회, B클래스 1회 |

- 순위에서 굵은 글씨는 일본 시리즈 우승.

#### 포스트 시즌
| 연도   | 소속       | 경기명                                        | 상대팀                                    | 성적                                |
| ------ | ---------- | --------------------------------------------- | ----------------------------------------- | ----------------------------------- |
| 2015년 | 소프트뱅크 | 퍼시픽 리그 클라이맥스 시리즈 파이널 스테이지 | 지바 롯데 마린스(퍼시픽 리그 3위)         | 4승 0패 = 일본 시리즈 진출(※1)      |
| 2015년 | 소프트뱅크 | 일본 시리즈                                   | 도쿄 야쿠르트 스왈로스(센트럴 리그 1위)   | 4승 1패 = 일본 시리즈 우승          |
| 2016년 | 소프트뱅크 | 퍼시픽 리그 클라이맥스 시리즈 퍼스트 스테이지 | 지바 롯데 마린스(퍼시픽 리그 3위)         | 2승 0패 = 파이널 스테이지 진출      |
| 2016년 | 소프트뱅크 | 퍼시픽 리그 클라이맥스 시리즈 파이널 스테이지 | 홋카이도 닛폰햄 파이터스(퍼시픽 리그 1위) | 2승 4패 = 파이널 스테이지 탈락(※2)  |
| 2017년 | 소프트뱅크 | 퍼시픽 리그 클라이맥스 시리즈 파이널 스테이지 | 도호쿠 라쿠텐 골든이글스(퍼시픽 리그 3위) | 4승 2패 = 일본 시리즈 진출 (※1)     |
| 2017년 | 소프트뱅크 | 일본 시리즈                                   | 요코하마 DeNA 베이스타스(센트럴 리그 3위) | 4승 2패 = 일본 시리즈 우승          |
| 2018년 | 소프트뱅크 | 퍼시픽 리그 클라이맥스 시리즈 퍼스트 스테이지 | 홋카이도 닛폰햄 파이터스(퍼시픽 리그 3위) | 2승 1패 = 파이널 스테이지 진출      |
| 2018년 | 소프트뱅크 | 퍼시픽 리그 클라이맥스 시리즈 파이널 스테이지 | 사이타마 세이부 라이온스(퍼시픽 리그 1위) | 4승 2패 = 일본 시리즈 진출 (※2)     |
| 2018년 | 소프트뱅크 | 일본 시리즈                                   | 히로시마 도요 카프(센트럴 리그 1위)       | 4승 1무 1패 = 일본 시리즈 우승      |
| 2019년 | 소프트뱅크 | 퍼시픽 리그 클라이맥스 시리즈 퍼스트 스테이지 | 도호쿠 라쿠텐 골든이글스(퍼시픽 리그 3위) | 2승 1패 = 파이널 스테이지 진출      |
| 2019년 | 소프트뱅크 | 퍼시픽 리그 클라이맥스 시리즈 파이널 스테이지 | 사이타마 세이부 라이온스(퍼시픽 리그 1위) | 4승 1패 = 일본 시리즈 진출 (※2)     |
| 2019년 | 소프트뱅크 | 일본 시리즈                                   | 요미우리 자이언츠(센트럴 리그 1위)        | 4승 0패 = 일본 시리즈 우승          |
| 2020년 | 소프트뱅크 | 퍼시픽 리그 클라이맥스 시리즈                 | 지바 롯데 마린스(퍼시픽 리그 2위)         | 3승 0패 = 일본 시리즈 진출 (※1)(※3) |
| 2020년 | 소프트뱅크 | 일본 시리즈                                   | 요미우리 자이언츠(센트럴 리그 1위)        | 4승 0패 = 일본 시리즈 우승          |

- 성적에서의 굵은 글씨는 승리한 것을 나타냄.

※1 클라이맥스 시리즈 파이널 스테이지는 6경기제이며 먼저 4승을 한 팀은 일본 시리즈에 진출, 리그 우승 팀에게는 1승의 어드밴티지가 주어짐
※2 어드밴티지의 1패를 포함.
※3 2020년에는 코로나19의 영향으로 퍼스트 스테이지를 치르지 않고 정규 시즌 1위 팀과 2위 팀간의 파이널 스테이지만으로 치르게 되면서 당초의 일정을 변경했기 때문에 4전 3선승제로 축소하여 개최.

## 저서

### 저술
- 《나의 야구학원: ‘생각하는 힘’이야말로 최강의 무기 (僕の野球塾：「考える力」こそ最強の武器)》(고단샤, 2006년 3월, ISBN 4062133555/ 고단샤+α분코, 2011년 5월, ISBN 9784062814263)
- 《현역력: 스스로는 아는 것에서부터 모든 것이 시작된다 (現役力：自分を知ることからすべては始まる)》(PHP 연구소, 2009년 3월, ISBN 4569706827)
- 《47번의 투구론 (47番の投球論)》(베스트셀러스, 2009년 3월, ISBN 4584122210)
- 《한계를 만들지 않는 삶의 방법: 2009년, 46세의 시즌 (限界を作らない生き方：2009年、46歳のシーズン)》(겐토샤, 2010년 1월, ISBN 4344950984)
- 《탐구력.: 인간 ‘구도 기미야스’로부터의 메시지 (探究力。：人間「工藤公康」からのメッセージ)》(소에이샤, 2010년 3월, ISBN 4881421913)
- 《구도 기미야스의 10 km/h 빨라지는 투구술 (工藤公康の10km/h速くなる投球術)》(별책 다카라지마, 2011년 4월, ISBN 4796682163/ 결정판, 2012년 2월, ISBN 4796696601)
- 《무너지지 않는 마음을 지탱하는 말 (折れない心を支える言葉)》(겐토샤, 2012년 1월, ISBN 9784344020801)
- 《야구의 진실, 모두 파헤쳐보자! (野球の本当のこと、ぜんぶ話そう!)》(다카라지마샤, 2012년 7월, ISBN 9784796695893)
- 《야구의 플레이에 ‘우연’은 없다: TV 중계·구장에서 관전을 즐기는 29가지 시점 (野球のプレーに、「偶然」はない：テレビ中継・球場で観戦を楽しむ29の視点)》(칸젠, 2013년 4월, ISBN 9784862551771)
- 《‘10년 전의 나’를 만든다 (「10年先の自分」をつくる)》(KADOKAWA, 2013년 10월, ISBN 9784046000231)

### 공저
- 《40세부터 진화하는 마음과 몸 (40歳から進化する心と体)》(세이슌 출판사(세이슌 신서), 2013년 3월, ISBN 9784413043908) ※시라사와 다쿠지와의 공저

### 감수
- 《구도 기미야스의 피칭 바이블: DVD로 마스터 (工藤公康のピッチングバイブル：DVDでマスター)》(칸젠, 2012년 6월, ISBN 9784862551306)

## 관련 서적
- 《ON 대결 첫 경기 구도 기미야스 86구에 담은 싸움!: 전력분석원의 눈으로부터… (ON対決初戦工藤公康86球にこめた戦い!：スコアラーの目から…)》(요시미 다케아키 저, 산세이도 스포츠소프트, 2000년 10월, ISBN 4385602328)
- 《구도 기미야스 ‘42세에 146 km’의 진실: 식탁에서 시작하는 육체 개선 (工藤公康「42歳で146km」の真実：食卓発の肉体改造)》(구로이 가쓰유키 저, 고단샤+α분코, 2006년 1월, ISBN 4062723573)
- 《구도 기미야스 아침식사는 최강의 몸을 만든다!: 식사를 바꾸면, 몸이 편해진다! 강해진다! 젊어진다! (工藤公康 粗食は最強の体をつくる!：食事を変えれば、体が楽になる!強くなる!若くなる!)》(마쿠우치 히데오 저, 미카사쇼보, 2006년 4월, ISBN 4837921868)
- 《구도 기미야스 프로페셔널의 긍지 (工藤公康プロフェッショナルの矜持)》(구로이 가쓰유키 저, 신초샤, 2006년 10월, ISBN 4104489042)
- 《강타자 구도 기미야스가 말하는 18.44미터 건너편의 라이벌들 (強打者 工藤公康が語る、18.44メートル向こうのライバルたち)》(이이오 데쓰지 저, 다케쇼보, 2015년 3월, ISBN 4801901468)